# Euselasia ictina
Euselasia ictina är en fjärilsart som beskrevs av Rebillard 1958. Euselasia ictina ingår i släktet Euselasia och familjen Riodinidae. Inga underarter finns listade i Catalogue of Life.